# Vörös nemeskorall
A vörös nemeskorall (Corallium rubrum) a virágállatok (Anthozoa) osztályának a szarukorallok (Alcyonacea) rendjébe, ezen belül a Scleraxonia alrendjébe és a Coralliidae családjába tartozó faj.

## Előfordulása
A vörös nemeskorall a melegebb vizeket kedveli. Európában csak a Földközi-tengerben fordul elő. Az atlanti-óceáni állományai, a Gibraltári-szorosra és a Zöld-foki Köztársaság vizeire korlátozódik. Fényben szegény helyeken, áthajló sziklák alatt és üregekben él. Váza meglehetősen törékeny, ezért csak a csendes, mozdulatlan vízben, 20 méter mélységtől lefelé található.

## Megjelenése
A szóban forgó állatfaj, talán a legismertebb korallfaj. Vörös színű, ritkábban fehér vagy akár fekete tengelyváza apró, különálló tűkből áll, amelyeket a kiválasztott mész tökéletesen tömör anyaggá tapaszt össze. E sajátos építmény alapján a valódi korallok a mesterséges utánzatoktól mikroszkóp segítségével jól megkülönböztethetők. A kevéssé elágazó vázon helyezkednek el az apró termetű fehér polipok, melyek az alapjuknál számos keresztirányú ektodermacsatornán keresztül kapcsolatban vannak egymással, és testükkel kiemelkednek a lágy vörös vázból. A koralltörzs 20 - 40 centiméter – ritka esetben 1 méter – magas, átmérője pedig a 4 centimétert elérheti.

## Tápláléka
A vörös nemeskorall planktonszervezetekkel, főleg apró rákok lárváival táplálkozik.

## Képek

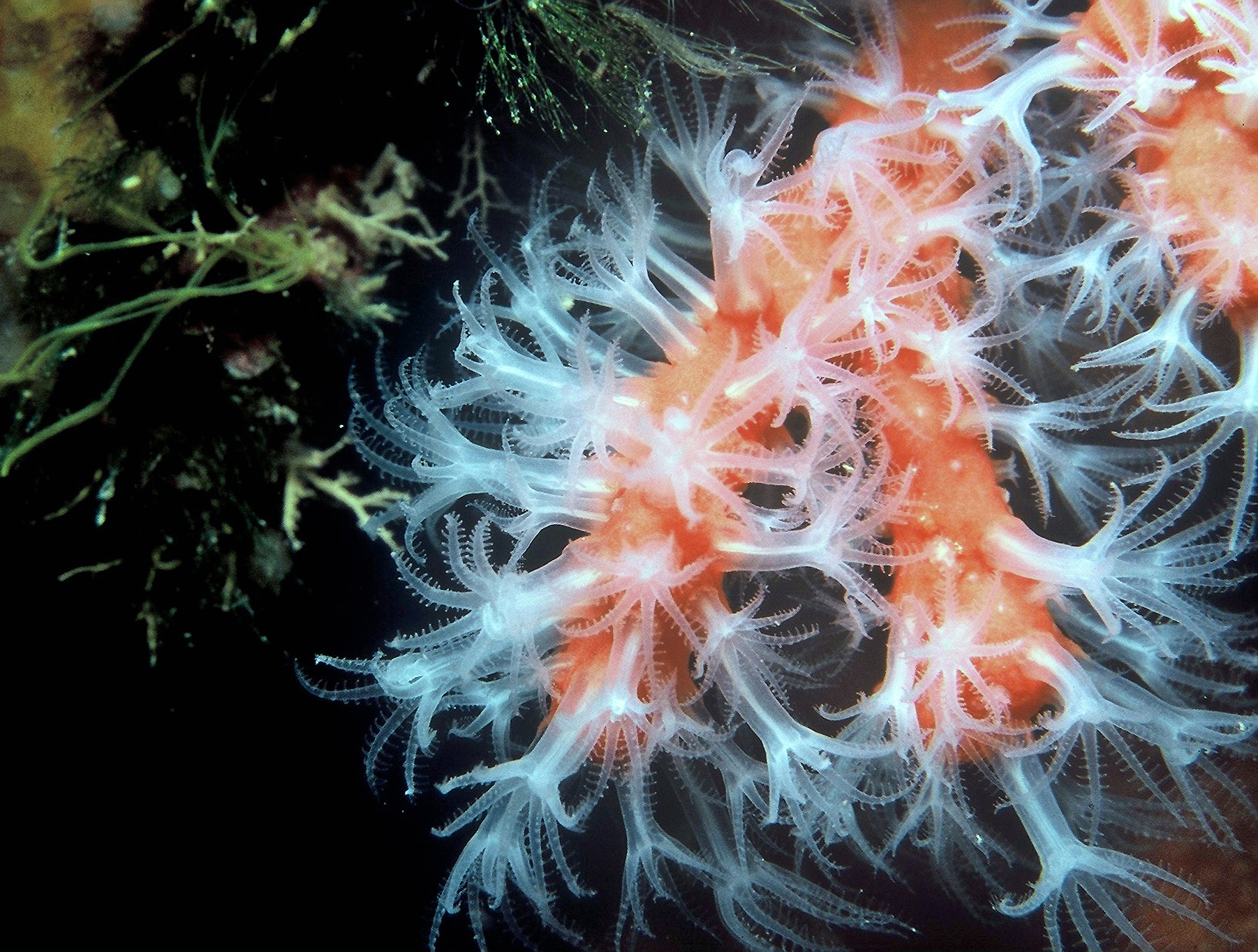
Élő
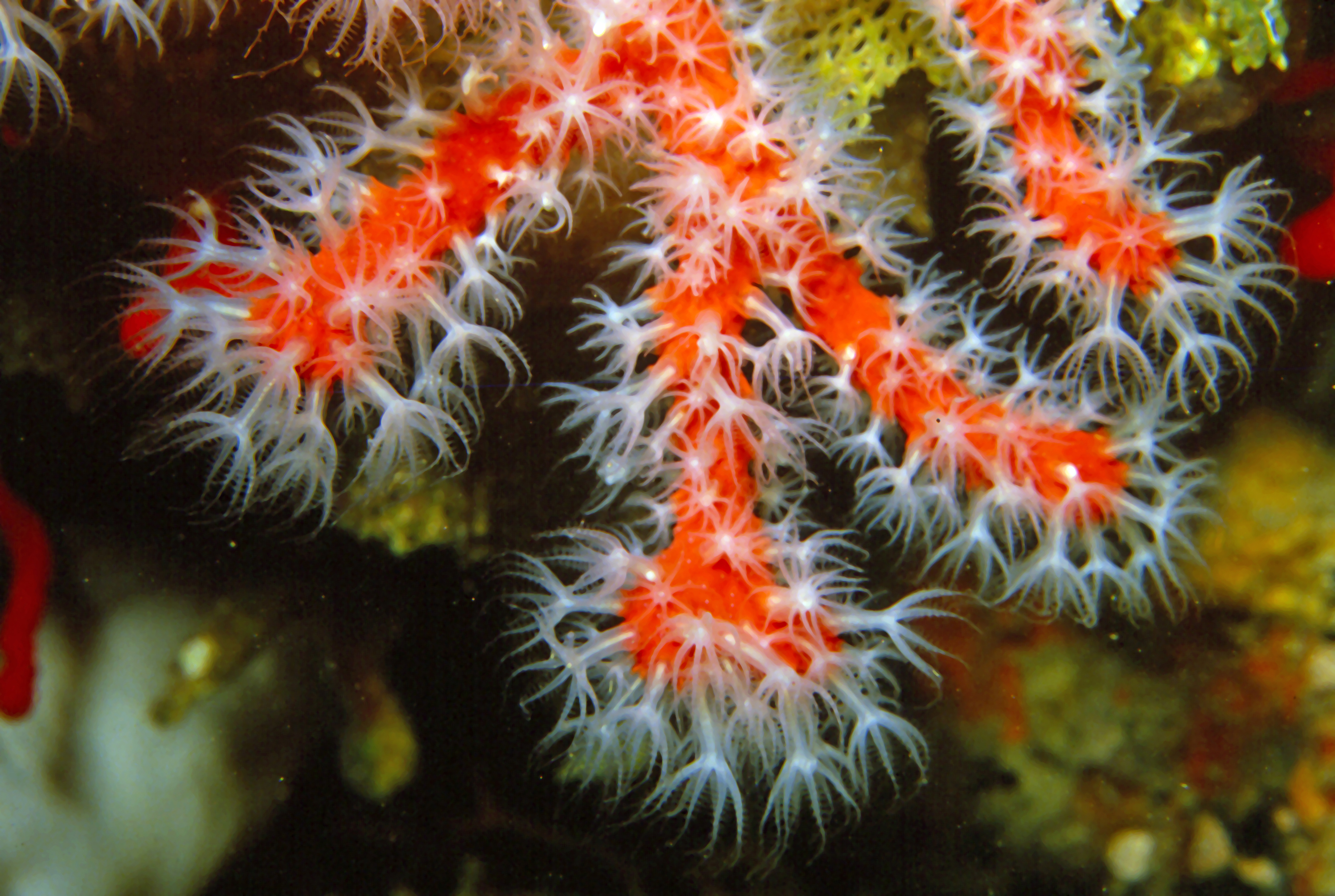
és
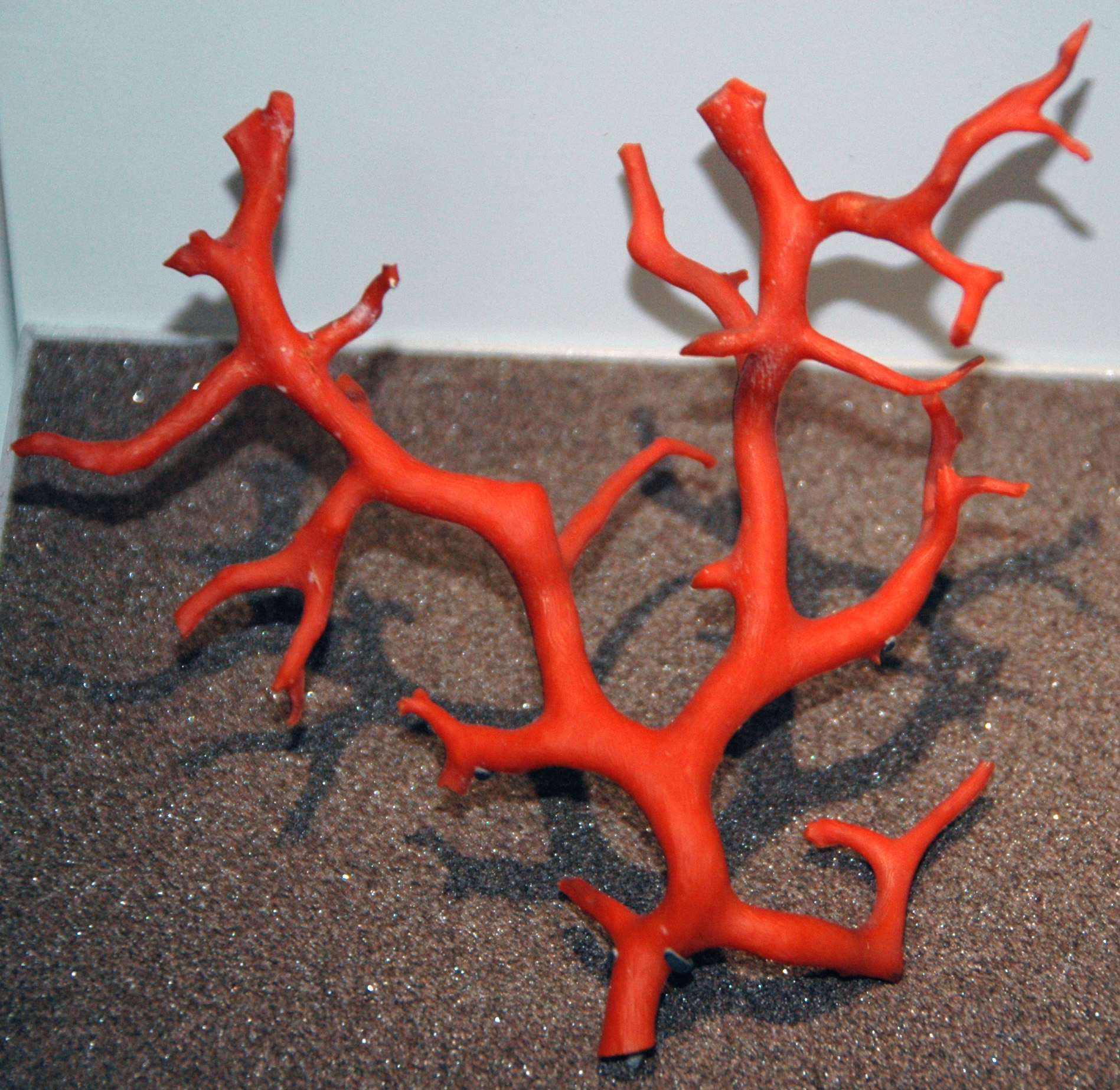
halott
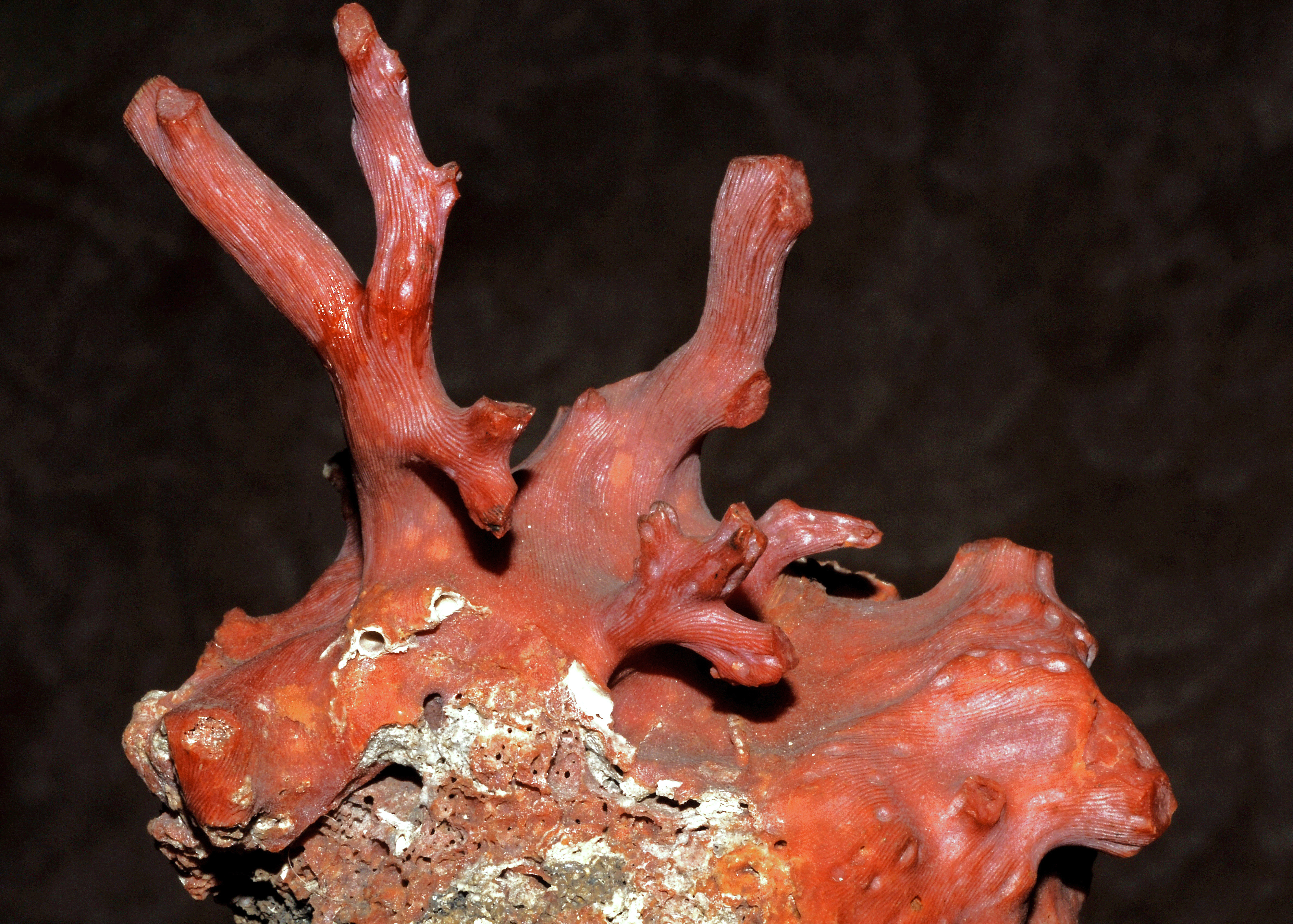
példányok